# رمات أبيب

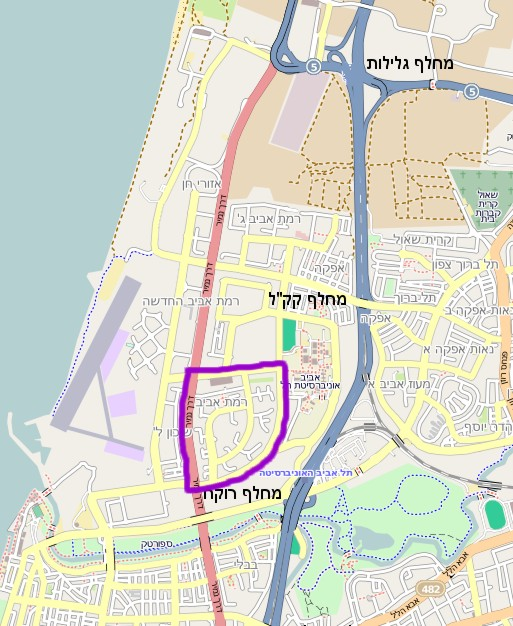
خريطة موقع رمات أبيب

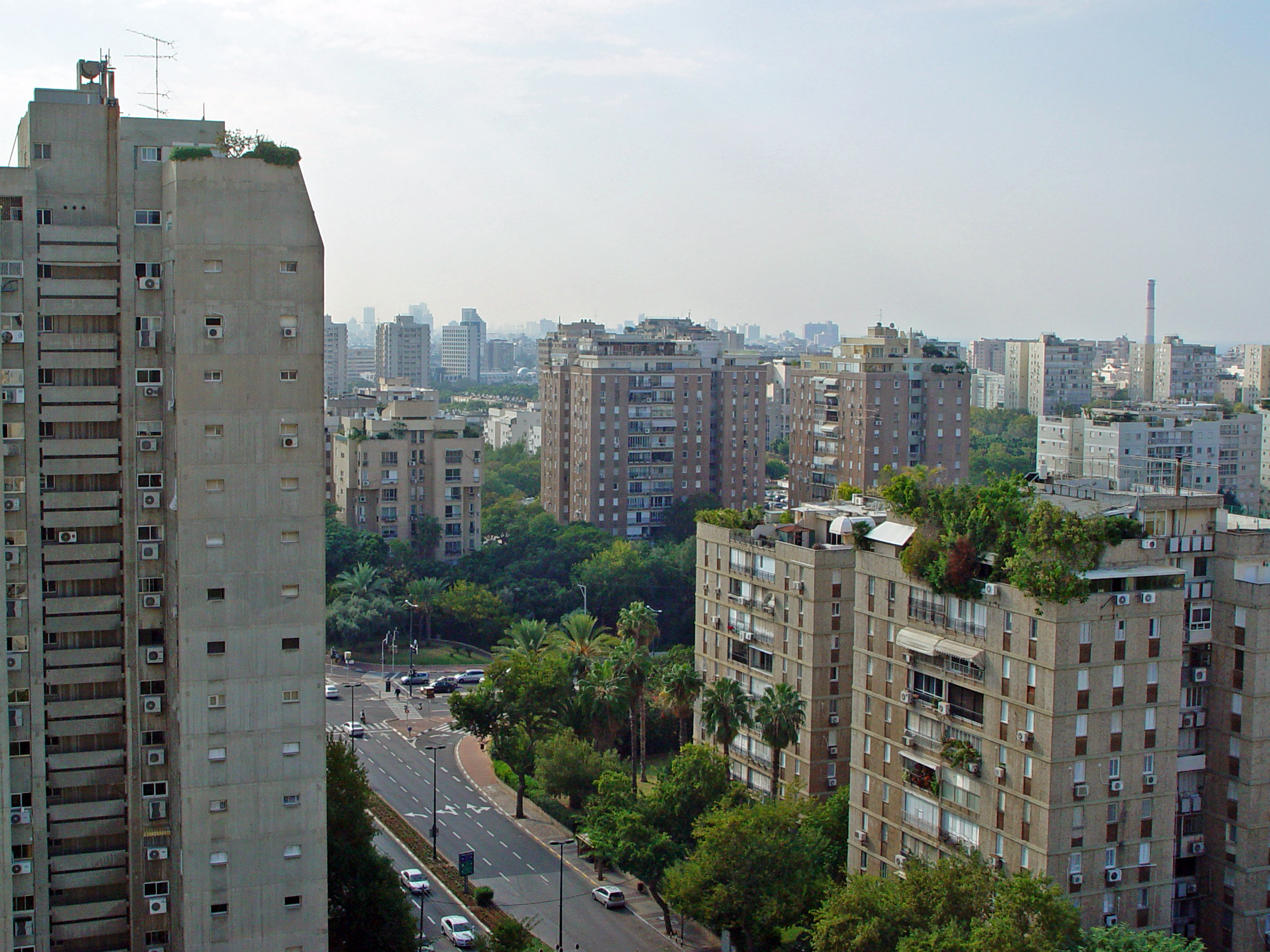
رمات أبيب جميل. المنظر إلى الجنوب الشرقي.

رمات أبيب (بالعبرية: רמת אביב، بمعنى مرتفعات ربيع) اسم يطلق على عدة مناطق في شمال تل أبيب، إسرائيل.
- رمات أبيب ألف/أ (أيضا معروف كرمات أبيب, رمات أبيب قديم أو رمات أبيب أخضر)
- رمات أبيب بت/ب (أيضا معروف كنفيه أفيفيم)
- رمات أبيب جيمل/ج
- رمات أبيب هخداشا (رمات أبيب الجديد)

## جغرافية
يقع رمات أبيب ألف في جنوب نفيه أفيفيم (رمات أبيب بت). رمات أبيب جيمل يقع في شمال نفيه أفيفيم. رمات أبيب هخداشا يقع إلى غرب نفيه أفيفيم. كل حي منهم يقع على الموقع القديم للقرية العربية الشيخ مونس، التي دُمرت أثناء الحرب عام الثمانية وأربعون.

## المعالم
مول رمات أبيب يقع في شمال غرب رمات أبيب ألف (جنوب شرق نفيه أفيفيم). متحف أرض إسرائيل يقع في جنوب رمات أبيب ألف. جامعة تل أبيب تقع إلى شرق رمات أبيب ألف ونفيه أفيفيم. ويقع متحف ناحوم جولدمان للشتات اليهودية في حرم جامعة تل أبيب.

## معالم ثقافية
رمات أبيب جيمل كان اسم مسلسل درامي على التلفزيون الإسرائيلي. إحدى أفخر مناطق كييف (عاصمة أوكرانيا) مثلت رمات أبيب جيمل.